# Quế Tân
Quế Tân là một phường thuộc thị xã Quế Võ, tỉnh Bắc Ninh, Việt Nam.

## Địa lý
Phường Quế Tân nằm ở phía đông bắc thị xã Quế Võ, có vị trí địa lý:
- Phía đông giáp phường Phù Lương và tỉnh Bắc Giang
- Phía tây giáp phường Bằng An
- Phía nam giáp phường Việt Hùng
- Phía bắc giáp tỉnh Bắc Giang.

Phường có diện tích 8,06 km², dân số năm 2022 là 8.002 người, mật độ dân số đạt 992 người/km².

## Lịch sử
Trước đây, Quế Tân là một xã thuộc huyện Quế Võ.
Ngày 13 tháng 2 năm 2023, Ủy ban Thường vụ Quốc hội ban hành Nghị quyết số 723/NQ-UBTVQH15 (nghị quyết có hiệu lực từ ngày 10 tháng 4 năm 2023). Theo đó, thành lập thị xã Quế Võ và thành lập phường Quế Tân thuộc thị xã Quế Võ trên cơ sở toàn bộ 8,06 km² diện tích tự nhiên, 8.002 người của xã Quế Tân.